# Qermez Dere
Qermez Dere és un jaciment arqueològic neolític primerenc situat al nord de l'Iraq, a l'Alt Tall a Jebel Sinjar, a uns 50 km a l'oest de Mossul. Segons les datacions amb carboni-14, el lloc ha estat habitat aproximadament entre el 9200 al 8600 aC, coneixent diversos nivells d'ocupació, per part d'una comunitat de caçadors-recol·lectors, durant una fase de transició entre l'Epipaleolític i el Neolític preceràmic.
Aquest jaciment arqueològic va ser descobert a la dècada del 1980 durant una operació de rescat. Va ser excavat de 1986 a 1990 per un equip britànic dirigit per Trevor Watkins.
És un lloc que té una superfície aproximada de 100 × 60 metres. Té construccions, desenvolupades sobretot en els seus darrers períodes d'ocupació, a la seva part sud. Són circulars i semi-enterrats com és habitual en els primers establiments sedentaris de l'Orient Pròxim, amb pilars per recolzar el sostre. La part nord era un espai de treball, on s'exposaven mobles més pesats que el sud, en particular morters. Les eines lítiques dels antics períodes estan relacionades amb el tipus khiamià, la dels darrers períodes prové de la cultura de Nemrik. La gent de Qermez Dere caçava gaseles, ovelles i cabres, guineus i llebres, i recollien blat i ordi silvestre, a més de llenties, vicia, pèsols i festucs.